# Pop'n Pop
Pop'n Pop (ぽっぷんぽっぷ?, Poppun Poppu) è un videogioco rompicapo per arcade edito dalla Taito nel 1998. Venne convertito anche per Windows e le console PlayStation e Game Boy Color. Quest'ultimo porting fu anche rielaborato come Yogi Bear: Great Balloon Blast, commercializzato però solo in Nord America.
Il gameplay mischia elementi di Puzzle Bobble e Space Invaders, dove in un vasto campo di gioco vengono fatti scoppiare grappoli di colorati palloncini pendenti sotto cumuli di nuvole.
La sua emulazione è inclusa per la prima e unica volta all'interno delle versioni Xbox e PC di Taito Legends 2 nel 2006, ma senza l'output video con linee di scansione a 15 kHz dell'originale, mentre non è mai stata presente in nessun volume della raccolta giapponese Taito Memories per PlayStation 2.

## Modalità di gioco
Il giocatore all'inizio sceglie uno dei personaggi disponibili (vedere la sezione dedicata). In sessione viene controllato il familiare del personaggio medesimo, il quale lancia due alla volta coppie di suoi palloncini (roteabili in senso antiorario) sull'insieme allineandone tre o più dello stesso colore, al fine di scoppiarli e procedere una volta ripulito il campo di gioco ai successivi livelli. Al superamento i cumuli di nuvole su cui erano poggiati i palloncini si dissolvono, rivelando coloro che fanno muovere queste ultime a zig-zag per l'area, ovvero dei raijin.
Le nuvole allo scoppio si arrestano al massimo un secondo, salvo in occasione delle reazioni a catena generate mediante combinazioni, dove il loro stop durerebbe qualche istante. Le stesse temporaneamente accelerano, qualora il giocatore lascia volare una coppia nella propria scorta di palloncini mentre continua a lanciarli. A ridosso della linea segnata sulla parte inferiore vede passare un palloncino singolo di diverso colore, da sinistra verso destra o viceversa, che può essere mandato sull'insieme di palloncini colpendolo con quelli a disposizione, spesso in modo da guadagnare punti aggiuntivi. In dei grappoli possono capitare due tipi di palloncini: incolori, scoppiabili al momento dei normali, e neri con la saetta, che ad uno scoppio di questi il familiare deve evitare l'attacco scagliato da un raijin per non essere immobilizzato.
Man mano che si scoppia e si accumulano punteggi vedrà riempirsi un contenitore a forma appunto di palloncino, mostrato sullo schermo per il numero dei giocatori nelle parti laterali del campo. Quando è pieno il giocatore acquisisce uno dei tre palloncini speciali: con l'orologio (in quel colore specifico) che blocca le nuvole per cinque secondi di tempo, con l'arcobaleno che colora come tale i palloncini adiacenti, con l'icona caratteristica del personaggio scelto che provoca un diverso effetto (scoppiante e non) sui palloncini.
Infine, se anche un solo palloncino sfiora la suddetta linea retta immaginaria la partita finisce, a meno che sia inserito un credito per continuarla.

### Sinossi delle modalità
Il titolo consta di tre modalità, costitute da una optabile difficoltà tra Practice (facile), Normal (medio) e Hard (difficile). Esse sono:
- "Puzzle" - ove il secondo giocatore cooperativamente può prenderne parte e la quale si svolge nei livelli contenuti in ciascuna delle lettere dell'alfabeto lungo un percorso ramificato (lo stesso dei capitoli dal 2 in poi di Puzzle Bobble), solo che qui sono quattro anziché cinque. Nel quarto vi si affronta un differente boss, che da sopra i cumuli di nuvole fa abbassare ognuna di esse di un gradino e come il raijin attacca il familiare;
- "Vs CPU" - il giocatore singolo dovrà sfidare in un unico round i personaggi controllati dal computer e dove può spedire nel campo avversario quanti più palloncini scoppiati;
- "Vs 2P" - una semplice sfida competitiva contro il secondo giocatore con le medesime regole di quella contro la CPU.

Nelle controparti casalinghe Puzzle diventa "Story Mode", uguale nella struttura ma con appunto una storia precisa per ciascuno dei selezionabili personaggi (vedere la sezione dedicata). La versione PlayStation vede due nuove modalità rivolte ad un unico giocatore, ovvero "Checkmate" e "Challenge" (quest'ultima assente in quella su PC). Infine, solo nella versione giapponese per Game Boy Color è presente un editor di livelli.

### Personaggi
Pop'n Pop presenta un variegato cast proveniente da conosciuti titoli della Taito. Come accennato ogni personaggio è accompagnato dal proprio familiare, il quale offre una diversa velocità nei lanci dei palloncini e nei movimenti sul campo di gioco. Il secondo giocatore controllerà obbligatoriamente uno dei rispettivi co-protagonisti.
L'originale arcade introduce solo Biddy (alias Bub) da Rainbow Islands, Sayo-chan da Kiki KaiKai, Tiki da The NewZealand Story, e Bob da Don Doko Don. In quelle per console si espande con l'aggiunta di Bub da Bubble Bobble, Ptolemy (qui chiamata Tremi) da The Fairyland Story, Chack'n da Chack'n Pop, Hipopo da Liquid Kids, e Drunk (chiamato qui Dreg) sempre da Bubble Bobble; gli ultimi tre sono giocabili fin da subito nella versione Game Boy Color, ma saranno sbloccati in quelle su PlayStation e PC.
Nella modalità "Story Mode", ognuno di loro intraprende per conto della principessa Lena la missione di salvare il suo magico regno di Pop'n World dal malvagio Evil King.
Nel sopracitato Yogi Bear: Great Balloon Blast vengono sostituiti tutti con Yoghi, Bubu e Cindy, protagonisti de L'orso Yoghi, storico cartone animato della Hanna-Barbera. Il familiare di essi è un cestino da picnic.

## Eredità
Un aggiornamento di Pop'n Pop fu annunciato per la Wii, pronto per essere uscito in Europa nel 2007, secondo quanto riporta Nintendo of Europe. Tuttavia, così come successe con altri aggiornamenti di franchise della Taito come Kiki KaiKai 2, sembra che la compagnia stessa abbia revocato la loro licenza per ragioni sconosciute. Ricevette quindi una rilavorazione, il quale venne pubblicato come Balloon Pop in Nord America e Pop! in Europa.